# السواقي
السواڨي بلدية بدائرة السواڨي ولاية المدية 26
السواقي بلدية بدائرة السواقي ولاية المدية الجزائرية.
تقع في الجنوب الشرقي للولاية ناحية شلالة العذاورة شمالا.تبعد عن مقر الولاية بمسافة تقدر ب 61 كم يحدها من الجنوب بلدية سيدي زهار وسيدي زيان ومن الغرب بلدية الربعية و البرواقية ومن الشرق بلدية جواب سور الغزلان ومن الشمال بلدية بوسكن وبني سليمان.
يبلغ عدد سكان دائرة السواقي حوالي 41000 وعدد سكان بلدية السواقي حوالي 20000 نسمة حسب إحصاء 2023

## النشاط الاٍقتصادي
بلدية السواقي بقراهاوالمتمثلة في كل من (الزواميك-أولاد بو يحيى - أولادخنة - أولاديخلف - وادي حلابة - البراكنية - فايض حماد - الزعارير - أولاد ساسي - أولاد مهدي -) وكذلك القرى الكبيرة التي تشهد تطورا دائما ومن بينها (الجمعة - بزاز - أولادعطا الله) تعتبر منطقة فلاحية باٍمتياز فتوجد بها مناطق زراعية واسعة بالاٍضافة لتربية الأغنام والأبقار والدواجن وتتوفر على خدمات بيطرية متمثلة بعيادتين بيطريتين (أحدثها تقع بالقرب من مقر البلدية) كما تعرف البلدية تطورا في الجانب التجاري وذلك من خلال المعارض التجارية والاسواق المغطاة التي هي في طور الإنجاز كما انها تعرف تقدما كبيرا في عمليات تشغيل الشباب وذلك من خلال المساعدات المادية التي تقدمها الدولة من قروض واعارات التي يغتنمها الشباب في كون المنطقة فلاحية في شراء سيارت التويوتا والجرارات من نوع فوتون وغيرها.

## المركز الثقافي
تتوفر المدينة على مركز ثقافي تنشط به العديد من الجمعيات منها:
- جمعية المنار العلمية
- جمعية منشطي المخيمات الصيفية
- جمعية الربيع لتربية الحيوانات الصغيرة والنباتات والطيور
- جمعية الأمل لزراعة الأشجار
- جمعية أبناء السواقي لتنمية النشاطات

كما أن البلدية تحتوي على فوج كشفي تحت اسم «فوج العقيد سي امحمد بوقرة» وهو فوج حديث النشأة أنشئ سنة 2007 تحت قيادة القائد السابق «خالفي حسين» وهو الآن تحت قيادة القائد الجديد لسنة 2010 وهو الأستاذ «ربوح مصطفى» ويقع مقر الكشافة الإسلامية الجزائرية لبلدية السواقي بمقابل مقر الشرطة للبلدية.

## وصلات خارجية
- وزارة الشباب والرياضة - ولاية المدية - مديرية الشباب والرياضة - مركز إعلام وتنشيط الشباب